# Прокопьев, Александр Сергеевич
Алекса́ндр Серге́евич Проко́пьев (род. 5 августа 1986, Бийск, Алтайский край, РСФСР, СССР) — российский политик. Депутат Государственной думы Федерального собрания Российской Федерации VI , VII и VIII coзывов с декабря 2011 года по 3 июля 2024 года. Досрочно сложил с себя полномочия депутата Государственной думы в связи с переходом в Правительство Республики Алтай на должности заместителя председателя Правительства и министра экономического развития республики Алтай. С 24 июня 2025 года года Александр Прокопьев занимает пост председателя Правительства Республики Алтай.
Из-за вторжения России на Украину, находится в санкционных списках Евросоюза, США, Великобритании и ряда других стран

## Биография
Прокопьев родился 5 августа 1986 года в городе Бийске, Алтайского края. Окончил естественнонаучное отделение Бийского лицея, в 2003 году поступил в Московскую медицинскую академию имени И. М. Сеченова на специальность «Фармация», а после выпуска в 2008 году занял пост директора по стратегическому развитию компании «Эвалар», принадлежащей его матери — Ларисе Прокопьевой. Дальнейшее образование Прокопьева относилось к сфере менеджмента: в 2010 году он окончил московскую бизнес-школу и поступил в Российскую академию народного хозяйства и государственной службы при Президенте Российской Федерации, где в 2015 году получил степень магистра делового администрирования.
Летом 2011 года общее собрание некоммерческого партнёрства «Алтайский биофармацевтический кластер», в котором состоял Прокопьев, выдвинуло его кандидатом в депутаты Государственной думы VI созыва по линии Общероссийского народного фронта. Прокопьев принял участие в праймериз «Единой России», где занял третье место после губернатора Алтайского края Александра Карлина и исполняющего обязанности секретаря президиума генсовета «Единой России» Сергея Неверова, вошёл в партийный список и прошёл в Думу 4 декабря 2011 года. Свои деловые активы — 24 % компании «Фарма-вест», 75 % в «Аптечной сети „Эвалар“» и 15 % в «Торговом доме „Эвалар“» — Прокопьев передал в доверительное управление.
В Государственной Думе VI созыва Прокопьев состоял в Комитете по охране здоровья, возглавлял Подкомитет по развитию науки и новых технологий в медицине, входил в экспертный совет по ограничению табакококурения и межфракционную группу по защите прав предпринимателей. Совместно с Ириной Яровой выступил автором проекта федерального закона № 532-ФЗ, который ужесточил наказание за производство и сбыт контрафактных, фальсифицированных и недоброкачественных лекарственных средств, медицинских изделий и биологически активных добавок. Принятый во втором и третьем чтении 19 декабря 2015 года и вступивший в силу с 23 января 2015 года закон гармонизировал российское законодательство с положениями Конвенции Медикрим, подготовленной Советом Европы в 2010 году и подписанной Россией в 2015. Также Прокопьев принял участие в разработке закона, установившего 3 декабря памятную дату — День Неизвестного Солдата, посвящённый памяти российских и советских военнослужащих, погибших в боевых действиях на территории страны или за её пределами.
Весной 2016 года Прокопьев вновь принял участие во внутрипартийных выборах «Единой России», на этот раз — по 41-му Бийскому одномандатному избирательному округу. В мае он выиграл праймериз, а в сентябре — прошёл в Государственную думу VII созыва как депутат-одномандатник. Прокопьев сохранил место в Комитете по охране здоровья и вступил Комитет по физической культуре, спорту, туризму и делам молодёжи, а также вошёл в состав постоянной делегации Федерального Собрания в Парламентской ассамблее Совета Европы.
19 сентября 2021 года избран депутатом Государственной Думы VIII созыва по Бийскому одномандатному округу. Вошел в комитет по туризму и развитию туристической инфраструктуры 

## Законотворческая деятельность
С 2011 по 2019 год, в течение исполнения полномочий депутата Государственной Думы VI и VII созывов, выступил соавтором 86 законодательных инициатив и поправок к проектам федеральных законов.

## Общественная деятельность
Прокопьев состоит в Российской ассоциации производителей фармацевтической продукции и изделий медицинского назначения. В качестве члена некоммерческого партнёрства «Алтайский биофармацевтический кластер» Прокопьев курирует взаимодействие между федеральными и муниципальными властями, федеральными и региональными институтами развития, инфраструктурными компаниями. Он также входит в наблюдательный совет по развитию наукограда Бийск, учёный совет Алтайского государственного медицинского университета, попечительские советы Бийского лицея-интерната, Специализированного дома ребёнка в Бийске и Краевого реабилитационного центра для детей и подростков с ограниченными возможностями «Родник».
Собственные инициативы Прокопьева — общественная организация «Территория развития», созданная в 2013 году для организационной и финансовой поддержки общественных инициатив в Бийске (ликвидирована по 18 июля 2016 г.); проект поддержки реализации научных разработок молодых учёных, аспирантов и студентов «Молодые учёные наукограда» и фонд социального содействия («Фонд Александра Прокопьева»), зарегистрированный Министерством юстиции в 2015 году. Основными задачи фонда заявлены поддержка спорта, пропаганда здорового образа жизни и поддержка патриотизма.

## Санкции
23 февраля 2022 года внесён в санкционные списки стран Евросоюза за действия и политику, которые подрывают территориальную целостность, суверенитет и независимость Украины и еще больше дестабилизируют Украину.
24 февраля 2022 года включён в санкционный список Канады «близких соратников режима» за голосование о признании независимости «так называемых республик в Донецке и Луганске».
24 марта 2022 года, на фоне вторжения России на Украину, включён в санкционный список США за «соучастие в войне Путина» и «поддержку усилий Кремля по вторжению в Украину», Госдеп США заявил что депутаты Госдумы используют свои полномочия для преследования инакомыслящих и политических оппонентов, нарушают свободу информации, ограничивают права человека и основные свободы граждан России.
Позднее, по аналогичным основаниям, включён в санкционные списки Великобритании, Швейцарии, Австралии, Японии, Украины и Новой Зеландии.

## Награды
- Орден «За заслуги» Российского Союза ветеранов Афганистана (февраль, 2017)[41].
- Ведомственная медаль «Атаман Ермак» от имени атамана Сибирского казачьего войска (февраль, 2015)[42].
- Благодарность Министра здравоохранения Российской Федерации (июнь, 2015)[18].
- Грамота Союза десантников России (сентябрь, 2015)[5][43].
- Благодарность Председателя Государственной думы Российской Федерации (декабрь, 2015)[44].
- Благодарность Федеральной службы по надзору в сфере здравоохранения (декабрь, 2014)[5].
- Почетная грамота Государственной Думы «за большой вклад в законодательную деятельность и развитие парламентаризма в России»[45].

## Семья
Прокопьев женат, воспитывает двух дочерей и сына.